# Корветы типа «Каморта»
Корветы типа «Каморта» (проект 28) — противолодочные корветы, находящиеся на вооружении ВМС Индии. Построены компанией Garden Reach Shipbuilders & Engineers (GRSE) в Калькутте. Стали первыми стелс-корветами, построенными в Индии. Проект был утвержден в 2003 году, строительство головного корабля началось 12 августа 2005 года. Три из четырёх корветов, Kamorta, Kadmatt и Kiltan были введены в эксплуатацию в 2014, 2016 и 2017 годах соответственно. Четвёртый корабль серии, Kavaratti, находится в стадии строительства и планируется к завершению к концу 2017 года.
Платформа и основные внутренние системы этого типа корветов спроектирован и построены в Индии. Корветы были названы в честь островов архипелага Лакшадвип.

## Строительство
Заказ на четыре корвета был размещен в 2003 году. Строительство головного корабля началась в 2005 году, закладка произошла в 2006 году на верфи Garden Reach Shipbuilders & Engineers. Корабль спущен на воду в 2010 году и был введен в состав ВМФ в 2014 году после ряда задержек. Затем началось строительство второго корабля, закладка состоялась в 2007 году. Корвет был выпущен в 2011 году и был введен в начале 2016 года. Модуль Kiltan был заложен в 2010 году и запущен в 2013 году. В то время как последним кораблем своего класса, инс Каваратти был заложен в 2012 году и выпущен в 2015 году. Обе лодки должны быть завершены к концу 2017 года[обновить данные].
Целью проекта 28 было углубление локализации и развитие кораблестроительной промышленности Индии. ВМФ предложил индийской промышленности поставить оборудование более высокого уровня сложности, чем на существующих кораблях. Это привело к некоторым непредвиденным задержкам в строительстве и серьёзным мерам по совершенствованию продукции.

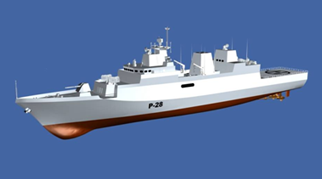
Компьютерная модель корвета проекта 28

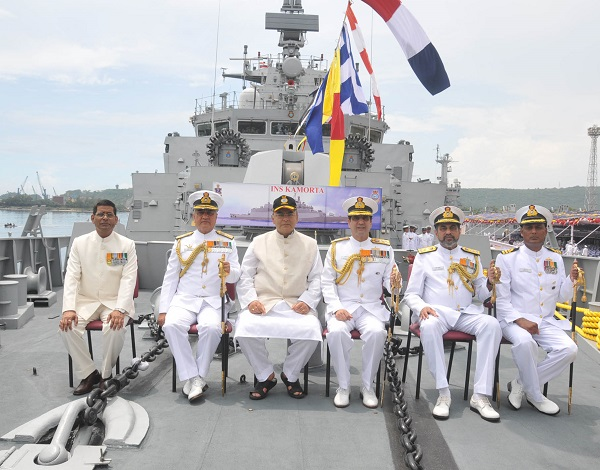
«Каморта» во время церемонии принятия в состав флота

Корабли также включают в себя интегрированную систему управления кораблём (integrated ship management system, ISMS) от компании L-3 MAPPS, которая сочетает в себе системы управления платформой и мостиком, объединённые в единую интегрированную систему.
Третий и четвёртый корабли серии будут построены по модернизированному проекту. В конструкции надстроек будут широко использованы композитные материалы, поставляемые шведской компанией Kocums. В результате повысятся стелс-характеристики, уменьшится вес по сравнению со стальными надстройками, улучшится коррозионная и пожарная стойкость. Планируется также, что на корабли будет установлено дополнительное вооружение.

## Конструкция и описание
В 2003 году ВМС Индии разместили заказ на четыре противолодочных корвета под шифром проект 28. Первоначально планировалось в качестве базовой модели использовать российский корвет проекта 20382, однако в дальнейшем базовая конструкция была предоставлена управлением военно-морского проектирования ВМС Индии, а детальный проект разработан фирмой GRSE. Конструкция предусматриыает широкое применение стелс-технологий и средств уменьшения акустической сигнатуры и вибрации.
Корабль обладает некоторыми особенностями, включая X-образную форму корпуса для уменьшения радиозаметности, монтаж двигательной установки на специальной платформе для уменьшения вибрации и систему подавления инфракрасной сигнатуры}}. Он также включает в себя такие подсистемы как Total Atmospheric Control System (TACS), Integrated Platform Management System (IPMS), Integrated Bridge System (IBS), Battle Damage Control System (BDCS) and Personnel Locator System (PLS). Используются также технологии для противодействия ядерной, биологической и химической угрозам. По утверждению ВМС Индии локализация, достигнутая в этих кораблях, составляет около 90 %.

### Общая характеристика и двигательная установка
Максимальная длина корвета составляет 109 м, ширина — 13,7 м. Стандартное водоизмещение составляет 2500 т, полное — 3500 т. Экипаж составляет 180 матросов и 13 офицеров.
Корветы приводятся в движение четырьмя дизелями Pielstick 12 PA6 STC мощностью 5100 л. с. (3800 кВт) каждый в конфигурации CODAD. Движитель представляет собой два винта регулируемого шага, который обеспечивает максимальную скорость свыше 25 узлов.

### Электронное оборудование
Ниже дан список электронного оборудования, которыми оснащены корветы этого типа:
- 1 × HUMSA-NG — ГАС в носовом бульбе
- 1 × 3D-CAR — трёхкоординатный радар
- 1 × EL/M-2221 STGR — радар управления оружием
- 1 × BEL Shikari
- 1 × BEL Ajanta
- 1 × HUMSA — корпусная ГАС
- 1 × BEL RAWL02 (Signal LW08) — антенна коммуникационной сети, корабельная сеть Gigabit Ethernet с волоконнооптической магистралью
- 1 × Atlas Elektronik — буксируемая ГАС (планируется)

### Вооружение
Вооружение включает производимое по лицензии 76-мм автоматическое орудие OTO Melara Super Rapid в стелс-башне, сходное с артиллерийской установкой, установленной на фрегатах типа «Тальвар» и «Шивалик», двух противолодочных реактивных бомбомётов РБУ-6000, производимых фирмой Larsen & Toubro, торпедных аппаратов Larsen & Toubro и двух 30-мм зенитных артиллерийских установок АК-630М. В качестве системы управления оружием используется IAC Mod C фирмы Bharat Electronics.
Существуют планы установки на кораблях зенитных ракетных комплексов (ЗРК), однако тип ЗРК пока не определён. В качестве возможных вариантов рассматривается Барак-1 и Барак-8. Корвет может нести один вертолет, в настоящее время — Westland Sea King Мk.42Б.

## Корабли класса
Имена всех кораблей унаследованы от корветов типа «Арнала».

## Экспорт
В рамках программы модернизации ВМС Филиппин собирался приобрести два лёгких фрегата, каждый водоизмещением около 2000 т, длиной 109 м, скоростью до 25 узлов и возможностью плавания при состоянии моря 7 баллов. В процессе торгов, в которых участвовали GRSE, Daewoo Shipbuilding & Marine Engineering, Hyundai Heavy Industries и Navantia, заявка GRSE была выбрана как самое выгодное предложение. По некоторым сведениям, сумма сделки составляет ₹21,57 млрд ($336 млн) однако после торгов GRSE был дисквалифицирован.

## Критика
Некоторые критики утверждают, что по водоизмещению (3400 т), корабль скорее является небольшим фрегатом и должен нести более мощное вооружение.